# 慶性院
慶性院（けいしょういん）は、東京都東大和市芋窪にある真言宗豊山派の寺院。山号は白部山。寺号は医王寺。本尊は不動明王。

## 歴史
天文年間（1532年-1555年）に創建。開山は安土桃山時代から江戸時代に跨がる慶長年間。
1922年（大正11年）の多摩湖の工事で上貯水池内から芋窪に移転した。なおその際、文久元年に建てられた長屋門形式の慶性門は移設されずに元の場所に残されていたが、1954年（昭和29年）に多摩湖の北側に移築され修復された。

## 文化財
- 東大和市重宝
  - 水天像[4]

## 祭礼
- 花まつり（灌仏会） － 4月8日。奥の院薬師堂ご開帳[3]。檀信徒に限らず参加可能。
- 施餓鬼会 － 7月9日[6]。主に檀信徒対象。
- 除夜の鐘 － 12月31日[6]。境内鐘楼にて実施。檀信徒に限らず参加可能。